# Trip Adler
John R. « Trip » Adler III est un entrepreneur américain. Il est le PDG et cofondateur de Scribd, une bibliothèque numérique et une plateforme de partage de documents, qui compte 80 millions d'utilisateurs,,.

## Jeunesse et début de carrière
Adler grandit à Palo Alto, en Californie, et fréquente le lycée Gunn. Il est diplômé de l'Université de Harvard avec un diplôme en biophysique. Son père, John R. Adler, est neurochirurgien à l'Université de Stanford et également entrepreneur.
Après avoir obtenu son diplôme de Harvard, Adler envisage de lancer diverses entreprises en ligne, notamment un service de covoiturage, un site de type Craigslist pour les universités, un centre d'appels appelé 1-800-ASKTRIP et un site de médias sociaux appelé "Rate your happiness" .

## Scribd
Adler trouve l'inspiration pour Scribd à partir d'une conversation avec son père, qui avait des difficultés à publier un article universitaire dans une revue médicale… Adler créé ensuite Scribd avec Jared Friedman, un autre étudiant de Harvard, et ont fréquenté Y Combinator à l'été 2006,,. Scribd est lancé depuis un appartement de San Francisco en mars 2007. En 2008, il figurait parmi les 20 premiers sites de médias sociaux selon Comscore. En juin 2009, Scribd lance Scribd Store, et conclu peu de temps après un accord avec Simon & Schuster pour vendre des livres électroniques sur Scribd. En 2012, l'entreprise est devenue rentable.
En octobre 2013, Scribd lance un service d'ebooks par abonnement et signe un accord avec HarperCollins pour rendre leurs livres de fond disponibles sur Scribd,,,. Scribd était autrefois connu pour ses livres audio illimités et ses livres téléchargeables. En 2016, l'abonnement limitait le nombre de titres disponibles pour les abonnés. Cette règle est inversée en 2018, où les lecteurs se sont vu offrir l'accès à un « nombre illimité de livres et de livres audio pour 8,99 $ par mois ».
Scribd propose plus de 300 000 titres provenant de 1 000 éditeurs dans son service d'abonnement aux livres,. En août 2017, la société annonce un partenariat avec Zinio, qui se présente comme le plus grand producteur et distributeur de magazines numériques au monde, pour ajouter 30 nouveaux titres de magazines au portefeuille de Scribd.

## Vie privée
En tant que membre de l'équipe de surf de Harvard, Adler participe aux premiers championnats de surf de l'Ivy League en mai 2003. Il joue également du saxophone,. En 2007, Adler gagne les premiers 17 $ de revenus de l'entreprise en jouant du saxophone devant le bureau de Scribd à l'époque de Noël.

## Prix et nominations
- Nommé dans la liste des pionniers technologiques de 2010 du magazine TIME [22]
- Nommé dans la liste des meilleurs jeunes entrepreneurs de Bloomberg Businessweek [23]
- Top 30 de moins de 30 ans de Forbes [24]